# Eriocrania sigakogenensis
Eriocrania sigakogenensis is een vlinder uit de familie van de purpermotten (Eriocraniidae). De wetenschappelijke naam van de soort is voor het eerst geldig gepubliceerd in 1982 door Inoue et al..